# 喇家遗址
喇家遗址位于中國青海省民和縣官亭镇喇家村，是一处距今约4000年前的齐家文化聚落遗址。这一遗址因其高度文明水平和突然毁灭的历史事件而备受关注，因而被称为“东方龐貝”。
喇家遗址被认为是由地震引起的连续灾害所形成，在遗址区8处房址中发现了32具非正常死亡人骨遗骸和惨烈灾难场景。
根据有关专家的鉴定分析，在青海喇家遗址出土的面条状遗存是小米做成的面条。但是，关于喇家面条的真实成分，有学者对前人的研究提出了质疑，认为小米由于缺乏面筋蛋白，不适于用传统拉伸方法制作面条。中国科学院和中国社会科学院考古研究所通过对喇家遗址出土陶碗中面条残留物的植硅体、淀粉和生物标志化合物等系统分析, 认为喇家面条中的主体成分是粟，少部分为黍，之后使用饸饹床对小米能否制作面条进行了模拟实验，复制出与出土面条成分、形态一致的粟类面条。

## 灾难事件
喇家遗址齐家文化时期的聚落毁灭是由史前大灾难引起的。有三种不同的观点解释了这一灾难的发生过程：第一种观点认为是地震及其引发的地面变形和洪水造成的严重破坏；第二种观点认为是山体滑坡造成黄河溃坝而引发的洪水；第三种观点认为是地震和暴雨山洪泥流共同作用造成的双重灾害。
根据对遗址的野外考察，认为距今约3850年前，官亭盆地发生了强烈的Ms 6~7级地震，导致喇家遗址齐家文化聚落古地面和地层被严重破坏。这些地震裂隙中堆积了裹挟有齐家文化时期陶片和其他人类文化遗物的泥流团块。